# Lauterbrunnen
Lauterbrunnen é uma comuna da Suíça, no Cantão Berna, com cerca de 3238 habitantes. Estende-se por uma área de 164,4 km², de densidade populacional de 20 hab/km². Confina com as seguintes comunas: Aeschi bei Spiez, Blatten (VS), Fieschertal (VS), Grindelwald, Gündlischwand, Kandersteg, Lütschental, Reichenbach im Kandertal, Saxeten, Wilderswil.
A língua oficial nesta comuna é o Alemão.
Serviu de inspiração para J.R.R. Tolkien criar a cidade fictícia de Rivendell (Valfenda no Brasil).
Fazem parte da comuna de Lauterbrunnen os vilarejos de Gimmelwald, Isenfluh, Mürren, Stechelberg e Wengen.

## Toponímia
A origem do nome Lauterbrunnen vem de, lauter brunnen, em alemão (fontes altas, em português) ou também lautere bäche, em alemão (córregos altos, em português). Nome dado, possivelmente, devido as setenta e duas cachoeiras existentes no vale.
No ano de 1240, Lauterbrunnen foi mencionada pela primeira vez em uma carta, como "In Claro Fonte" e no ano de 1304, foi mencionado como Luterbrunnen.

## História
No século XIII, parte de Lauterbrunnen pertencia ao barão von Wädenswil, que no ano de 1240, vende o vale de Sefinen ao priorado agostiniano de Interlaken. Entre os séculos XIII e XIV, o priorado de Interlaken adquire servos, bens situados no vale, pastagens e direitos de justiça. vindos da nobreza e proprietários de terras. E o vale passa a ser dependente economicamente, judicialmente e espiritualmente do priorado.
Entre os anos de 1487 e 1488, a comunidade de Lauterbrunnen ergue uma igreja, sem a autorização do priorado de Interlaken. E por arbitragem, a igreja de Lauterbrunnen é reconhecida como uma filial da igreja de Interlaken, e em 1506, recebe seu primeiro pároco.
No final do século XVI até o ano de 1715, no vale superior de Trachsellauenen e Sichellauenen, deu-se a exploração de minas de ferro, com mão-de-obra estrangeira e sob concessão de Berna. As principais atividades econômicas dos habitantes locais de Lauterbrunnen era a criação de gado e a exploração dos pastos. E atividades como lenhador e carvoeiro também era praticado.
Entre os séculos XVII e XVIII, a pobreza que assolou a região fez com que os moradores do vale emigrassem, principalmente para Carolina nos Estados Unidos.
No século XVIII, os alpes começaram a atrair montanhistas estrangeiros e com a estação ferroviária de Lauterbrunnen construída em 1890, a estação de Mürren construída em 1891 e a estação de Wengen construída em 1893, houve um aumento expressivos de turistas e de construções de hotéis.
A partir de 1909, o turismo passou a ser a principal atividade econômica do vale, ocorrendo algumas crises econômicas durante as duas guerras mundiais e nas décadas de 1930 e 1940. A partir de 1945, Lauterbrunnen se recupera economicamente e a infraestrutura turística passa por ampliações.
Em 1967, é construída a ferrovia Schilthorn, dando acesso a Gimmelwald e Stechelberg.
Desde 1970, o número populacional de Lauterbrunnen está em declínio, em decorrência a queda nas receitas do turismo, a falta de emprego e moradia.

## Geografia
O vale de Lauterbrunnen possui setenta e duas cachoeiras, sendo a cachoeira de Staubbach, Trümmelbach Falls e Talbach Fall as mais conhecidas.
Staubbach é uma das cachoeiras com maior queda livre da Europa, com 287 metros de altura. Trümmelbach Falls é um desfiladeiro na montanha Schwarzer Mönch (Monge negro, em português) que possui dez quedas d`agua, provenientes do desgelo de glaciar, podendo chegar a 20.000 litros de água por segundo em dias de tempestades ou dias quentes no verão. 
A região dos alpes Jungfrau-Aletsch-Bietschhorn, que recebeu o título de Patrimônio Mundial natural, tombada pela Organização das Nações Unidas para a Educação, a Ciência e a Cultura (UNESCO) no ano de 2001, abrange Lauterbrunnen, juntamente com Wegen, Grindelwald, Mürren e Haslital.